# 中华人民共和国农牧渔业部
中华人民共和国农牧渔业部是於1982年5月4日，根据第五届全国人大常委会第二十三次会议批准的国务院部委机构改革实施方案，农业部、农垦部、国家水产总局合并，设置农牧渔业部。
1988年国务院机构改革中，农牧渔业部的职能需要扩大，农牧渔业部被撤銷，新設农业部。

## 历任部长
1. 林乎加
2. 何康